# Les Tourmentés
 (juillet 2025).
Si vous disposez d'ouvrages ou d'articles de référence ou si vous connaissez des sites web de qualité traitant du thème abordé ici, merci de compléter l'article en donnant les références utiles à sa vérifiabilité et en les liant à la section « Notes et références ».
Pour plus de détails, voir Fiche technique et Distribution.
Les Tourmentés est un film franco-belge écrit et réalisé par Lucas Belvaux et dont la sortie est prévue en 2025. Il s'agit d'une adaptation de son roman Les Tourmentés publié en 2022.

## Fiche technique
- Titre français : Les Tourmentés
- Réalisation et scénario : Lucas Belvaux, d'après son roman Les Tourmentés
- Décors : N/A
- Costumes : Mathilde Mallet
- Photographie : Guillaume Deffontaines
- Montage : N/A
- Production : N/A
- Budget : 3,8 millions d'euros[réf. nécessaire]
- Pays de production :  France,  Belgique
- Format : couleur — 2,35:1
- Genre : drame
- Durée : 115 minutes
- Date de sortie :
  - France : 17 septembre 2025 Date sujette à modification

## Distribution
- Niels Schneider : Skender
- Ramzy Bedia : Max
- Linh-Dan Pham : Madame
- Déborah François : Manon